# Abell 851
Abell 851 è un ammasso di galassie situato in direzione della costellazione dell'Orsa Maggiore alla distenza di circa 4,2 miliardi di anni luce dalla Terra (ligth travel time). È inserito dell'omonimo catalogo compilato da George Abell nel 1958. Ha una classe di ricchezza 1 (ammassi costituiti da 50-79 galassie).
Con un redshift di z = 0,4069 risulta il più distante ammasso di galassie incluso nel Catalogo Abell. Uno studio del 2003 ha evidenziato che è formato da due principali sottoammassi probabilmente in procinto di fondersi.